# Crenichthys baileyi albivallis
Crenichthys baileyi albivallis és una subespècie de peix pertanyent a la família dels goodèids. Pot arribar a fer 5 cm de llargària màxima. És un peix d'aigua dolça, bentopelàgic, no migratori i de clima subtropical (20 °C-25 °C). Es troba a Nord-amèrica: Nevada (els Estats Units). És inofensiu per als humans.